# Файгль, Эрих
Эрих Файгль (нем. Erich Feigl, 24 сентября 1931 года — 27 января 2007 года) — австрийский писатель, журналист, режиссёр-документалист и кинопродюсер. Создал около 60 документальных фильмов, в основном для австрийской ORF и часть для баварской BR, сотрудничал с немецкой ZDF и турецкой TRT. Автор книг о династии Габсбургов, по истории Турции, Австрии и Азербайджана, и книг, в которых он отрицает геноцид армян.

## Жизнь
В студенческие годы Эрих Файгль начинает заниматься писательством. Он автор биографий последнего австрийского императора Карла I и императрицы Циты, а также Отто фон Габсбурга, занимался также историей Австрии и Ближнего Востока. Его последняя книга, «Страна огней на Шелковом пути — история Азербайджана», была опубликована через год после его смерти его давним другом и коллегой Адольфом Опелем.
Файгль был лауреатом многочисленных австрийских и международных премий, рыцарем и кавалером ордена Константина и Ордена Святого Лазаря Иерусалимского. Много занимался благотворительностью.
Эрих Файгль умер на 76-м году жизни от почечной недостаточности после госпитализации с желудочным кровотечением, похоронен 5 февраля 2007 года в Вене на Центральном кладбище в районе Зиммеринг.

## Общественная деятельность
Файгль принимал активное участие в благотворительной деятельности в Австрии. В 2005 году становится президентом благотворительного общества Святого Лазаря, предоставляющего социальную помощь пожилым людям, инвалидам и больным, скорую медицинскую помощь, туристические услуги и международную помощь при стихийных бедствиях.

## Монархизм
Эрих Файгль с 1950-х годов был видным сторонником монархии в Австрии, через личные контакты с императрицей Цитой и Отто фон Габсбургом был тесно связан с династией Габсбургов. Он был членом Пан-европейского движения и почетным членом монархического объединения ÖSTV Ottonia. В 1989 году Файгль был управляющим в Комитете по похоронам императрицы Циты в Вене.

## «A Myth of Terror»
В 1984 Файгль стал известен как отрицатель геноцида армян после публикации своей книги «A Myth of Terror: Armenian Extremism: Its Causes and Its Historical Context». Во введении к книге Файгль утверждал, что написал её в ответ на убийство боевиками армянской террористической группой ASALA своего близкого друга, а также атташе посольства Турции в Австрии, Эрдогана Озена (тур. Erdogan Özen). Изначально книга была опубликована на немецком, позднее вышла её английская версия. Турецкие организации распространяли бесплатные экземпляры книги среди правительственных чиновников США, в университетских библиотеках и среди частных лиц. Незадолго до смерти он закончил ещё одну книгу, отрицающую геноцид армян, названную «Armenian Mythomania».
Дагмар Лоренц — профессор германистики при университете штата Иллинойс в Чикаго, в обзоре книги Эдгара Хильзенрата, опубликованном в ежегоднике Центра Симона Визенталя, определяет Файгля как сторонника «турецкой криптофашистской армянофобской пропаганды» и осуждает «A Myth of Terror» как «ревизионистскую публикацию», которая «изобилует вводящей в заблуждение информацией».. Клас-Горан Карлссон находит интерпретацию Файгля конспирологической. Майкл Гюнтер описывает интерпретацию геноцида армян в книге как «сомнительные» и критикует Файгля за игнорирование «основательных свидетельств массовых османских бесчинств».

## Награды и звания
- Австрийский орден Почёта в области Науки и Искусства
- Медаль «За заслуги перед провинцией Вена»
- Большой крест ордена рыцарей св. Лазаря Иерусалимского
- Звание профессора (1984)
- Медаль «Прогресс» Республики Азербайджан (13 марта 2006 года)  — за деятельность в области солидарности азербайджанцев мира[16]

## Работы

### Книги
- Turkey, Europe and Public Opinion: A Myth of Error Wien: Amalthea, 1999, ISBN 3-85002-423-7
- Halbmond und Kreuz. Marco d’Aviano und die Rettung Europas. Amalthea, Wien 1983, ISBN 3-85002-326-5
- Kaiser Karl I. Ein Leben für den Frieden seiner Völker Amalthea, Wien 1990, ISBN 3-85002-291-9
- Kaiserin Zita. Kronzeugin eines Jahrhunderts. Amalthea, Wien 1989, ISBN 3-85002-277-3
- Die Kurden. Geschichte und Schicksal eines Volkes. Universitas-Verlag, Wien 1995, ISBN 3-8004-1322-1
- Ein Mythos des Terrors. Armenischer Terrorismus, seine Ursachen und Hintergründe. Edition Zeitgeschichte, Freilassing 1986
- Musil von Arabien. Vorkämpfer der islamischen Welt. Ullstein, Frankfurt/M. 1988, ISBN 3-548-27560-5
- Otto von Habsburg. Protokoll eines politischen Lebens. Amalthea, Wien 1987, ISBN 3-85002-244-7
- Otto von Habsburg. Profil eines Lebens. Amalthea, Wien 1992, ISBN 3-85002-327-3
- Vorhölle zum Paradies. Zsolnay, Wien 1982, ISBN 3-552-03400-5
- Zita. Kaiserin und Königin. Amalthea, Wien 1991, ISBN 3-85002-307-9
- Gott erhalte … — Kaiser Karl : persönliche Aufzeichnungen und Dokumente. Amalthea, Wien 2006, ISBN 3-85002-520-9
- Шелковый путь через Страну огней — история Азербайджана, Amalthea Wien 2008, ISBN 978-3-10-062916-6

### Фильмы
60 документальных фильмов для телерадиокомпании Österreichischer Rundfunk, а также для BR, ZDF и TRT (турецкий телеканал.)
- Reise in die frühchristliche Welt und Die Erben der frühchristlichen Welt, u. a. mit Persönlichkeiten wie Kaiser Haile Selassie oder Patriarch Athenagoras
- Die Weltreligionen: Buddhismus, Hinduismus, Schintoismus, Islam, Christentum: Eine Serie über große Kulturen und Persönlichkeiten,
- Ein Tropentraum (die Mayas)
- Der Goldschatz (Howard Carter und Tut Anch Amun) Inkas und Azteken etc
- Menschen und Mythen (Die Sikhs, die Parsen, das Bardo etc.)
- je 3 Filme mit Kaiserin Zita und Otto von Habsburg, ferner über Alois Musil (Syrien, Irak),
- Die Religionen des Zweistromlandes («An den Strömen des Paradieses»),
- drei Filme über Ephesos (zuletzt Wenn die Götter lieben, das Südostanatolische Projekt Wasser ist Macht
- eine spezielle Serie über seine Sicht des ASALA-Terrorismus (A myth of terror)
- Die Wiedergeburt und das Bardo und den Buddhismus (alle mit dem Dalai Lama)